# Melissa Padrón
Melissa Padrón (* 15. August 2003) ist eine kubanische Leichtathletin, die sich auf den Sprint spezialisiert hat.

## Sportliche Laufbahn
Erste internationale Erfahrungen sammelte Melissa Padrón bei den World Athletics Relays 2024 in Nassau in 3:29,36 min den dritten Platz im B-Lauf in der 2. Qualifikationsrunde für die Olympischen Spiele belegte und damit eine Direktqualifikation verpasste. Dennoch konnte sich die Staffel über die Weltrangliste für die Spiele qualifizieren und verpasste dort mit 3:33,99 min den Finaleinzug.
2024 wurde Padrón kubanische Meisterin in der 4-mal-400-Meter-Staffel.

## Persönliche Bestleistungen
- 400 Meter: 52,81 s, 14. Juni 2024 in Havanna